# Myrmochanes hemileucus
El hormiguero negriblanco (en Ecuador) (Myrmochanes hemileucus), también denominado hormiguero blanquinegro (en Colombia) u hormiguero blanco y negro (en Perú), es una especie de ave paseriforme de la familia Thamnophilidae, la única perteneciente al género monotípico Myrmochanes. Es nativo del occidente de la región amazónica en Sudamérica.

## Distribución y hábitat
Se distribuye de forma peculiar a lo largo del río Amazonas y sus grandes afluentes, en el noreste de Ecuador (río Napo), Perú (ríos Napo, Ucayali, Marañón), oeste de Brasil (ríos Solimões, Madeira) y norte de Bolivia (río Beni).
El hormiguero negriblanco es localmente bastante común en su hábitat, restringido a los crecimientos arbustivos jóvenes en islas arenosas a lo largo de los ríos amazónicos, hasta los 300 m de altitud.</ref> Forma parte de un pequeño grupo de aves cuya distribución se restringe casi completamente a estas islas. La vegetación más frecuentemente ocupada por este hormiguero se compone de matorrales Tessaria, sauces jóvenes, cañas Gynerium y el sotobosque de bosques altos de Cecropia, particularmente asociado a enmanrañados de enredaderas.
Se sabe muy poco acerca de sus movimientos y capacidade de dispersión, sin embargo, su hábitat preferencial está totalmente sumergido durante la estación lluviosa, y, por lo tanto, debe ser capaz de volar distancias razonables para encontrar ambientes convenientes, un comportamiento tal vez único dentro de los tamnofílidos.

## Descripción
Mide 11,5 cm de longitud y pesa entre 11 y 13 g. El macho es uniformemente negro por arriba, incluyendo el área desde la base de la mandíbula y debajo de los ojos hasta los auriculares. Presenta una extensa mancha interescapular blanca casi siempre oculta. Las plumas cobertoras de las alas presentan puntos blancos dispersos. Por abajo es uniformemente blanco con tonos variados de pardo amarillento en los flancos y vientre. Las plumas de la cola, cortas y algo graduadas tienen puntas blancas. Las plumas cobertoras inferiores de las alas con de color blanco nieve. La hembra es similar al macho, pero con notables pintas blancas en el lorum y partes inferiores traseras más pardo amarillentas. El pico, largo y esbelto, es negro. El iris es pardo. La patas son grises.

## Comportamiento
Generalmente anda en pareja o en lo que aparentan ser grupos familiares, ocasionalmente solitario. No se asocia a bandadas mixtas de alimentación. Usualmente forrajea a poca altura del suelo, entre uno y cuatro metros, ocasionalmente hasta los ocho metros. Forrajea casi que enteramente colectando directamente en las hojas y corteza. Es muy activo, a menudo se lanza sobre sus presas con un chasquido audible, ocasionalmente volando un corto espacio o aleteando en busca de pequeñas polillas, casi siempre bajo la cobertura del follaje. Agita constantemente sus alas simultáneamnte.
Sus exhibiciones territoriales incluyen la exposición de la mancha interescapular y del blanco en el doblez de las alas, y una exagerada agitación de las alas.

### Alimentación
Es insectívoro. Hay poca información detallada, pero su dieta incluye orugas (larvas de lepidópteros), hemípteros, ortópteros y escarabajos (y probablemente también arañas).

### Vocalización
Su canto es un llamativo «tu-tu-u-u-u-u-u» con una curiosa calidad alegre; su pareja responde con una versión de timbre más alto. También da un «tuut!» (algunas veces doblado o triplicado).

## Estado de conservación
El hormiguero negriblanco ha sido calificado como «preocupación menor» por la Unión Internacional para la Conservación de la Naturaleza (IUCN). La especie es descrita como bastante común. Ante la falta de evidencias de cualquier decadencia de la población o de amenazas substanciales, se presume que su población total, todavía no cuantificada, sea estable.

## Sistemática

### Descripción original
La especie M. hemileucus fue descrita por primera vez por los ornitólogos británicos Philip Lutley Sclater y Osbert Salvin en 1866 bajo el nombre científico Hypocnemis hemileuca; localidad tipo «bajo Ucayali, Perú».
El género monotípico Myrmochanes fue descrito por el ornitólogo estadounidense Joel Asaph Allen en 1889.

### Etimología
El nombre genérico femenino «Myrmochanes» deriva del griego «murmos»: hormiga, y «khainō»: que bosteza ávidamente; significando «que queda boquiabierto por la hormigas»;  y el nombre de la especie «hemileuca», proviene del griego «hemi»: mitad  y «leukos»: blanco; significando «mitad blanco».

### Taxonomía
Las relaciones de la presente especie son inciertas. Brumfield et al. (2007), encontraron que formaría parte de un clado junto a Myrmotherula brachyura, Myrmotherula longicauda y al par hermanado entre Myrmotherula axillaris y Formicivora grisea. Los amplios estudios genético moleculares de Ohlson et al. (2013) sitúan al presente género en una subfamilia Thamnophilinae Swainson, 1824, en una tribu Formicivorini Bonaparte, 1854, junto a Formicivora, Terenura y Myrmotherula.
La especies es monotípica.